# マイロ・ザイロト
『マイロ・ザイロト(MX)』(原題: Mylo Xyloto [ˈmaɪloʊ ˈzaɪlətoʊ])はイギリスのロックバンド、コールドプレイの5枚目のスタジオ・アルバム。2011年10月19日に日本先行リリースされ、本国イギリスでは同年10月24日、北米では10月25日に続けてリリースされた。
「Mylo Xyloto」は造語である。当初クリス・マーティンはこのタイトルについて後悔していると発言していたが、後に発言を訂正した。

## 概要
2009年末にレコーディングを開始。プロデューサーは前作『美しき生命』を担当したブライアン・イーノ、マーカス・ドラヴス、リック・シンプソンに加え、ダニエル・グリーンが加わった。
今作はコンセプト・アルバム（もしくはロック・オペラ）となっており、全体主義社会に生きる人々とそれを監視する"メジャー・マイナス"（Major Minus）率いる政府との「音」と「色」を巡る戦争や、人々の反抗を制圧するべく政府によって送り込まれた軍隊の一人"マイロ"（Mylo）と、全体主義世界の住民の一人で政府に最重要人物として狙われている"ザイロト"（Xyloto）との愛の行方、といったストーリーが描かれている。
5thアルバム『マイロ・ザイロト(MX)』は日本先行で2011年10月19日、イギリスを含む全世界で同年10月24日（北米では同年10月25日）にリリースされ、全英アルバムチャート及び全米アルバムチャート、またカナダやオーストラリアなど数ヶ国で初登場1位を記録した。また、これによりコールドプレイは、ビートルズ、オアシスに次いで史上3番目のデビューからアルバム5作品連続で初登場1位を獲得したバンドグループとして名を連ねることとなった。また、セカンド・シングル「パラダイス」がリリースから約4ヵ月後にしてバンド2枚目となる全英シングルチャート1位に輝いた。同曲はアルバム『マイロ・ザイロト』、楽曲「ウォーターフォール 〜一粒の涙は滝のごとく」とともに第54回グラミー賞にノミネートしている。日本のオリコンチャートでは3位を記録、『美しき生命』に引き続きトップ3に入った。その翌年にはゴールドディスクを記録。
2012年6月には上記のストーリーを題材にしたコミック版「マイロ・ザイロト」が発表。シナリオはマーク・オズボーンが手がけた。
収録曲7曲目およびリード・シングルの「ウォーターフォール〜一粒の涙は滝のごとく」は、2012年5月公開の映画『宇宙兄弟』の主題歌に起用された。

## 収録曲
| 全作詞・作曲: ガイ・ベリーマン、ジョニー・バックランド、ウィル・チャンピオンおよびクリス・マーティン。 「Enoxification」および追加的作曲: ブライアン・イーノ。 |                                                                                    | | |      |
| # | タイトル                                                                           | 作詞 | 作曲・編曲 | 時間 |
| 1. | 「マイロ・ザイロト - Mylo Xyloto」                                                 | ガイ・ベリーマン 、 ジョニー・バックランド 、 ウィル・チャンピオン および クリス・マーティン 。 「Enoxification」および追加的作曲: ブライアン・イーノ [ 5 ] [ 4 ]  | ガイ・ベリーマン 、 ジョニー・バックランド 、 ウィル・チャンピオン および クリス・マーティン 。 「Enoxification」および追加的作曲: ブライアン・イーノ [ 6 ] [ 4 ]  | 0:43 |
| 2. | 「ハーツ・ライク・ヘヴン - Hurts Like Heaven」                                     | ガイ・ベリーマン 、 ジョニー・バックランド 、 ウィル・チャンピオン および クリス・マーティン 。 「Enoxification」および追加的作曲: ブライアン・イーノ [ 7 ] [ 4 ]  | ガイ・ベリーマン 、 ジョニー・バックランド 、 ウィル・チャンピオン および クリス・マーティン 。 「Enoxification」および追加的作曲: ブライアン・イーノ [ 8 ] [ 4 ]  | 4:02 |
| 3. | 「パラダイス - Paradise」                                                          | ガイ・ベリーマン 、 ジョニー・バックランド 、 ウィル・チャンピオン および クリス・マーティン 。 「Enoxification」および追加的作曲: ブライアン・イーノ [ 9 ] [ 4 ]  | ガイ・ベリーマン 、 ジョニー・バックランド 、 ウィル・チャンピオン および クリス・マーティン 。 「Enoxification」および追加的作曲: ブライアン・イーノ [ 10 ] [ 4 ] | 4:37 |
| 4. | 「チャーリー・ブラウン - Charlie Brown」                                           | ガイ・ベリーマン 、 ジョニー・バックランド 、 ウィル・チャンピオン および クリス・マーティン 。 「Enoxification」および追加的作曲: ブライアン・イーノ [ 11 ] [ 4 ] | ガイ・ベリーマン 、 ジョニー・バックランド 、 ウィル・チャンピオン および クリス・マーティン 。 「Enoxification」および追加的作曲: ブライアン・イーノ [ 12 ] [ 4 ] | 4:45 |
| 5. | 「アス・アゲインスト・ザ・ワールド - Us Against The World」                        | ガイ・ベリーマン 、 ジョニー・バックランド 、 ウィル・チャンピオン および クリス・マーティン 。 「Enoxification」および追加的作曲: ブライアン・イーノ [ 13 ] [ 4 ] | ガイ・ベリーマン 、 ジョニー・バックランド 、 ウィル・チャンピオン および クリス・マーティン 。 「Enoxification」および追加的作曲: ブライアン・イーノ [ 14 ] [ 4 ] | 3:59 |
| 6. | 「M.M.I.X.」                                                                       | ガイ・ベリーマン 、 ジョニー・バックランド 、 ウィル・チャンピオン および クリス・マーティン 。 「Enoxification」および追加的作曲: ブライアン・イーノ [ 15 ] [ 4 ] | ガイ・ベリーマン 、 ジョニー・バックランド 、 ウィル・チャンピオン および クリス・マーティン 。 「Enoxification」および追加的作曲: ブライアン・イーノ [ 16 ] [ 4 ] | 0:49 |
| 7. | 「ウォーターフォール〜一粒の涙は滝のごとく - Every Teardrop Is A Waterfall」       | ガイ・ベリーマン 、 ジョニー・バックランド 、 ウィル・チャンピオン および クリス・マーティン 。 「Enoxification」および追加的作曲: ブライアン・イーノ [ 17 ] [ 4 ] | ガイ・ベリーマン 、 ジョニー・バックランド 、 ウィル・チャンピオン および クリス・マーティン 。 「Enoxification」および追加的作曲: ブライアン・イーノ [ 18 ] [ 4 ] | 4:00 |
| 8. | 「メジャー・マイナス - Major Minus」                                               | ガイ・ベリーマン 、 ジョニー・バックランド 、 ウィル・チャンピオン および クリス・マーティン 。 「Enoxification」および追加的作曲: ブライアン・イーノ [ 19 ] [ 4 ] | ガイ・ベリーマン 、 ジョニー・バックランド 、 ウィル・チャンピオン および クリス・マーティン 。 「Enoxification」および追加的作曲: ブライアン・イーノ [ 20 ] [ 4 ] | 3:30 |
| 9. | 「U.F.O.」                                                                         | ガイ・ベリーマン 、 ジョニー・バックランド 、 ウィル・チャンピオン および クリス・マーティン 。 「Enoxification」および追加的作曲: ブライアン・イーノ [ 21 ] [ 4 ] | ガイ・ベリーマン 、 ジョニー・バックランド 、 ウィル・チャンピオン および クリス・マーティン 。 「Enoxification」および追加的作曲: ブライアン・イーノ [ 22 ] [ 4 ] | 2:17 |
| 10. | 「プリンセス・オブ・チャイナ - Princess Of China」(with リアーナ)                  | ガイ・ベリーマン 、 ジョニー・バックランド 、 ウィル・チャンピオン および クリス・マーティン 。 「Enoxification」および追加的作曲: ブライアン・イーノ [ 23 ] [ 4 ] | ガイ・ベリーマン 、 ジョニー・バックランド 、 ウィル・チャンピオン および クリス・マーティン 。 「Enoxification」および追加的作曲: ブライアン・イーノ [ 24 ] [ 4 ] | 3:59 |
| 11. | 「アップ・イン・フレイムス - Up In Flames」                                        | ガイ・ベリーマン 、 ジョニー・バックランド 、 ウィル・チャンピオン および クリス・マーティン 。 「Enoxification」および追加的作曲: ブライアン・イーノ [ 25 ] [ 4 ] | ガイ・ベリーマン 、 ジョニー・バックランド 、 ウィル・チャンピオン および クリス・マーティン 。 「Enoxification」および追加的作曲: ブライアン・イーノ [ 26 ] [ 4 ] | 3:13 |
| 12. | 「ホープフル・トランスミッション - A Hopeful Transmission」                        | ガイ・ベリーマン 、 ジョニー・バックランド 、 ウィル・チャンピオン および クリス・マーティン 。 「Enoxification」および追加的作曲: ブライアン・イーノ [ 27 ] [ 4 ] | ガイ・ベリーマン 、 ジョニー・バックランド 、 ウィル・チャンピオン および クリス・マーティン 。 「Enoxification」および追加的作曲: ブライアン・イーノ [ 28 ] [ 4 ] | 0:33 |
| 13. | 「ドント・レット・イット・ブレイク・ユア・ハート - Don't Let It Break Your Heart」 | ガイ・ベリーマン 、 ジョニー・バックランド 、 ウィル・チャンピオン および クリス・マーティン 。 「Enoxification」および追加的作曲: ブライアン・イーノ [ 29 ] [ 4 ] | ガイ・ベリーマン 、 ジョニー・バックランド 、 ウィル・チャンピオン および クリス・マーティン 。 「Enoxification」および追加的作曲: ブライアン・イーノ [ 30 ] [ 4 ] | 3:54 |
| 14. | 「アップ・ウィズ・ザ・バーズ - Up With The Birds」                                 | ガイ・ベリーマン 、 ジョニー・バックランド 、 ウィル・チャンピオン および クリス・マーティン 。 「Enoxification」および追加的作曲: ブライアン・イーノ [ 31 ] [ 4 ] | ガイ・ベリーマン 、 ジョニー・バックランド 、 ウィル・チャンピオン および クリス・マーティン 。 「Enoxification」および追加的作曲: ブライアン・イーノ [ 32 ] [ 4 ] | 3:45 |

| #   | タイトル | 作詞 | 作曲・編曲 | 時間 |
| --- | --- | ---- | ---------- | ---- |
| 15. | 「チャーリー・ブラウン - Charlie Brown」(2011年グラストンベリーでのライヴ)                                     |      |            | 4:48 |
| 16. | 「ライフ・イズ・フォー・リヴィング - Life Is For Living」(2011年グラストンベリーでのライヴ)                    |      |            | 2:30 |
| 17. | 「ウォーターフォール〜一粒の涙は滝のごとく - Every Teardrop Is A Waterfall」(2011年グラストンベリーでのライヴ) |      |            | 4:38 |

## 売上
| 国/地域                                             | 認定        | 認定/売上数 |
| --------------------------------------------------- | ----------- | ----------- |
| オーストラリア (ARIA)                               | 2× Platinum | 140,000^    |
| オーストリア (IFPI Austria)                         | Gold        | 10,000*     |
| ベルギー (BEA)                                      | Platinum    | 30,000*     |
| カナダ (Music Canada)                               | 3× Platinum | 240,000^    |
| Colombia (ASINCOL)                                  | Platinum    | 20,000      |
| デンマーク (IFPI Danmark)                           | 2× Platinum | 40,000^     |
| フランス (SNEP)                                     | 4× Platinum | 400,000*    |
| ドイツ (BVMI)                                       | 3× Gold     | 300,000^    |
| アイルランド (IRMA)                                 | 2× Platinum | 30,000^     |
| イタリア (FIMI)                                     | 3× Platinum | 180,000*    |
| メキシコ (AMPROFON)                                 | Platinum    | 60,000^     |
| オランダ (NVPI)                                     | 2× Platinum | 100,000^    |
| ニュージーランド (RMNZ)                             | 2× Platinum | 30,000^     |
| ノルウェー (IFPI Norway)                            | Platinum    | 30,000*     |
| ポルトガル (AFP)                                    | Platinum    | 0^          |
| スペイン (PROMUSICAE)                               | Platinum    | 60,000^     |
| スウェーデン (GLF)                                  | Gold        | 20,000      |
| イギリス (BPI)                                      | 4× Platinum | 1,384,100   |
| アメリカ合衆国 (RIAA)                               | Platinum    | 1,000,000^  |
| 概要                                                |             |             |
| ヨーロッパ (IFPI)                                   | 3× Platinum | 3,000,000*  |
| * 認定のみに基づく売上数 ^ 認定のみに基づく出荷枚数 |             |             |